# Andrew Kratzmann
Andrew Kratzmann (Murgon, Queensland, 3 de noviembre de 1971) es un extenista australiano que fue reconocido en la modalidad de dobles durante los años 1990. 

## Torneos de Grand Slam

### Dobles

#### Finalista (1)
| Año  | Torneo               | Pareja      | Oponentes en la final     | Resultado             |
| ---- | -------------------- | ----------- | ------------------------- | --------------------- |
| 2000 | Abierto de Australia | Wayne Black | Ellis Ferreira Rick Leach | 4-6 6-3 3-6 6-3 16-18 |

## Títulos (9; 0+9)

### Dobles (9)
| Leyenda                |
| Grand Slam (0)         |
| Tennis Masters Cup (0) |
| ATP Masters Series (1) |
| ATP Tour (8)           |

| N.º | Fecha | Torneo       | Superficie    | Pareja             | Oponentes en la final             | Resultado      |
| --- | ----- | ------------ | ------------- | ------------------ | --------------------------------- | -------------- |
| 1.  | 1994  | Adelaida     | Dura          | Mark Kratzmann     | David Adams Byron Black           | 6-4 6-3        |
| 2.  | 1995  | San Marino   | Tierra batida | Jordi Arrese       | Pablo Albano Federico Mordegan    | 7-6 3-6 6-2    |
| 3.  | 1996  | Palermo      | Tierra batida | Marcos Ondruska    | Cristian Brandi Emilio Sánchez    | 7-6 6-4        |
| 4.  | 1996  | Marbella     | Tierra batida | Jack Waite         | Pablo Albano Lucas Arnold Ker     | 6-7 6-3 6-4    |
| 5.  | 1997  | Palermo      | Tierra batida | Libor Pimek        | Hendrik Jan Davids Daniel Orsanic | 3-6 6-3 7-6    |
| 6.  | 1997  | Santiago     | Tierra batida | Hendrik Jan Davids | Julián Alonso Nicolás Lapentti    | 7-6 5-7 6-4    |
| 7.  | 1998  | Praga        | Tierra batida | Wayne Arthurs      | Fredrik Bergh Nicklas Kulti       | 6-1 6-1        |
| 8.  | 1999  | Hamburgo     | Tierra batida | Wayne Arthurs      | Paul Haarhuis Jared Palmer        | 2-6 7-65 6-2   |
| 9.  | 2000  | Sankt Pölten | Tierra batida | Mahesh Bhupathi    | Andrea Gaudenzi Diego Nargiso     | 7-610 6-72 6-4 |